# Madrassa de Harran
La Madrasa de Harran, també coneguda com la Universitat de Harran, va ser una institució islàmica medieval d'ensenyament superior ubicada a Harran (a l'actual sud-est de Turquia), activa des del segle VIII fins almenys al segle XII i més tard breument de nou al segle XVI. La universitat va ser la primera institució islàmica d'aquest tipus, tenia un entorn intel·lectual liberal i va fer que Harran fos reconegut com a centre de ciència i aprenentatge. L'activitat de traducció a la universitat, especialment les traduccions de documents del siríac i el grec a l'àrab, va ser històricament important pel que fa a la transmissió i preservació de l'aprenentatge clàssic del grec i el siríac.